# Carousel (banda)
Carousel es un dúo musical indie de Letonia, que representó a este mismo país en el Festival de la Canción de Eurovisión 2019 en Tel Aviv con la canción That night, tras haber ganado la final nacional del Supernova 2019. Ambos interpretaron el tema en la primera mitad de la segunda semifinal del evento musical europeo.